# Poimenski seznam evroposlancev iz Italije
Poimenski seznam evroposlancev iz Italije'.

## Seznam
| Ime                       | Stranka | Mandat(i)       |
| Vittorio Agnoletto        | Evropska združena levica – Zelena nordijska levica                                                         | 2004-2009       |
| Gabriele Albertini        | Evropska ljudska stranka - Evropski demokrati                                                              | 2004-2009       |
| Alfonso Andria            | Skupina zavezništva liberalcev in demokratov za Evropo                                                     | 2004-2009       |
| Generoso Andria           | Evropska ljudska stranka - Evropski demokrati                                                              | 1999-2004       |
| Roberta Angelilli         | Zveza za Evropo narodov                                                                                    | 1999-2004 -2009 |
| Alfredo Antoniozzi        | Evropska ljudska stranka - Evropski demokrati                                                              | 2004-2009       |
| Paolo Bartolozzi          | Evropska ljudska stranka - Evropski demokrati                                                              | 1999-2004       |
| Alessandro Battilocchio   | Neodvisni                                                                                                  | 2004-2009       |
| Sergio Berlato            | Zveza za Evropo narodov                                                                                    | 1999-2004 -2009 |
| Giovanni Berlinguer       | Stranka evropskih socialistov                                                                              | 2004-2009       |
| Pier Luigi Bersani        | Stranka evropskih socialistov                                                                              | 2004-2009       |
| Fausto Bertinotti         | Evropska združena levica – Zelena nordijska levica                                                         | 1999-2004 -2009 |
| Roberto Felice Bigliardo  | Zveza za Evropo narodov                                                                                    | 1999-2004       |
| Guido Bodrato             | Evropska ljudska stranka - Evropski demokrati                                                              | 1999-2004       |
| Emma Bonino               | Neodvisni                                                                                                  | 1999-2004 -2009 |
| Vito Bonsignore           | Evropska ljudska stranka - Evropski demokrati                                                              | 2004-2009       |
| Mario Borghezio           | Neodvisni Samostojnost in demokracija                                                                      | 1999-2004 -2009 |
| Enrico Boselli            | Stranka evropskih socialistov                                                                              | 1999-2004       |
| Umberto Bossi             | Samostojnost in demokracija                                                                                | 2004-2009       |
| Iles Braghetto            | Evropska ljudska stranka - Evropski demokrati                                                              | 2004-2009       |
| Mercedes Bresso           | Stranka evropskih socialistov                                                                              | 2004-2009       |
| Giuseppe Brienza          | Evropska ljudska stranka - Evropski demokrati                                                              | 1999-2004       |
| Renato Brunetta           | Evropska ljudska stranka - Evropski demokrati                                                              | 1999-2004 -2009 |
| Giorgio Calò              | Evropska liberalna, demokratska in reformna stranka                                                        | 1999-2004       |
| Marco Cappato             | Neodvisni                                                                                                  | 1999-2004       |
| Giorgio Carollo           | Evropska ljudska stranka - Evropski demokrati                                                              | 2004-2009       |
| Massimo Carraro           | Stranka evropskih socialistov                                                                              | 1999-2004       |
| Giuseppe Castiglione      | Evropska ljudska stranka - Evropski demokrati                                                              | 2004-2009       |
| Giusto Catania            | Evropska združena levica – Zelena nordijska levica                                                         | 2004-2009       |
| Giorgio Celli             | Skupina Zelenih-Evropska svobodna zveza                                                                    | 1999-2004       |
| Lorenzo Cesa              | Evropska ljudska stranka - Evropski demokrati                                                              | 2004-2009       |
| Luigi Cesaro              | Evropska ljudska stranka - Evropski demokrati                                                              | 1999-2004       |
| Giulietto Chiesa          | Skupina zavezništva liberalcev in demokratov za Evropo                                                     | 2004-2009       |
| Paolo Cirino Pomicino     | Evropska ljudska stranka - Evropski demokrati                                                              | 2004-2009       |
| Luigi Cocilovo            | Evropska ljudska stranka - Evropski demokrati Skupina zavezništva liberalcev in demokratov za Evropo       | 1999-2004 -2009 |
| Armando Cossutta          | Evropska združena levica – Zelena nordijska levica                                                         | 1999-2004       |
| Paolo Costa               | Evropska liberalna, demokratska in reformna stranka Skupina zavezništva liberalcev in demokratov za Evropo | 1999-2004 -2009 |
| Raffaele Costa            | Evropska ljudska stranka - Evropski demokrati                                                              | 1999-2004       |
| Massimo D'Alema           | Stranka evropskih socialistov                                                                              | 2004-2009       |
| Gianfranco Dell'alba      | Neodvisni                                                                                                  | 1999-2004       |
| Benedetto Della vedova    | Neodvisni                                                                                                  | 1999-2004       |
| Marcello Dell'utri        | Evropska ljudska stranka - Evropski demokrati                                                              | 1999-2004       |
| Gianni De Michelis        | Neodvisni                                                                                                  | 2004-2009       |
| Luigi Ciriaco De Mita     | Evropska ljudska stranka - Evropski demokrati                                                              | 1999-2004       |
| Antonio De Poli           | Evropska ljudska stranka - Evropski demokrati                                                              | 2004-2009       |
| Ottaviano Del Turco       | Stranka evropskih socialistov                                                                              | 2004-2009       |
| Giuseppe Di Lello Finuoli | Evropska združena levica – Zelena nordijska levica                                                         | 1999-2004       |
| Armando Dionisi           | Evropska ljudska stranka - Evropski demokrati                                                              | 2004-2009       |
| Antonio Di Pietro         | Evropska liberalna, demokratska in reformna stranka                                                        | 1999-2004 -2009 |
| Olivier Dupuis            | Neodvisni                                                                                                  | 1999-2004       |
| Michl Ebner               | Evropska ljudska stranka - Evropski demokrati                                                              | 1999-2004 -2009 |
| Carlo Fatuzzo             | Evropska ljudska stranka - Evropski demokrati                                                              | 1999-2004 -2009 |
| Giovanni Claudio Fava     | Stranka evropskih socialistov                                                                              | 1999-2004 -2009 |
| Enrico Ferri              | Evropska ljudska stranka - Evropski demokrati                                                              | 1999-2004       |
| Francesco Fiori           | Evropska ljudska stranka - Evropski demokrati                                                              | 1999-2004       |
| Alessandro Foglietta      | Zveza za Evropo narodov                                                                                    | 2004-2009       |
| Marco Formentini          | Evropska liberalna, demokratska in reformna stranka                                                        | 1999-2004       |
| Monica Frassoni           | Skupina Zelenih-Evropska svobodna zveza                                                                    | 2004-2009       |
| Giuseppe Gargani          | Evropska ljudska stranka - Evropski demokrati                                                              | 1999-2004 -2009 |
| Jas Gawronski             | Evropska ljudska stranka - Evropski demokrati                                                              | 1999-2004 -2009 |
| Vitaliano Gemelli         | Evropska ljudska stranka - Evropski demokrati                                                              | 1999-2004       |
| Fiorella Ghilardotti      | Stranka evropskih socialistov                                                                              | 1999-2004       |
| Gian Paolo Gobbo          | Neodvisni                                                                                                  | 1999-2004       |
| Lilli Gruber              | Stranka evropskih socialistov                                                                              | 2004-2009       |
| Umberto Guidoni           | Evropska združena levica – Zelena nordijska levica                                                         | 2004-2009       |
| Romano Maria la Russa     | Zveza za Evropo narodov                                                                                    | 2004-2009       |
| Renzo Imbeni              | Stranka evropskih socialistov                                                                              | 1999-2004       |
| Sepp Kusstatscher         | Skupina Zelenih-Evropska svobodna zveza                                                                    | 2004-2009       |
| Vincenzo Lavarra          | Stranka evropskih socialistov                                                                              | 1999-2004 -2009 |
| Enrico Letta              | Skupina zavezništva liberalcev in demokratov za Evropo                                                     | 2004-2009       |
| Giorgio Lisi              | Evropska ljudska stranka - Evropski demokrati                                                              | 1999-2004       |
| Pia Elda Locatelli        | Stranka evropskih socialistov                                                                              | 2004-2009       |
| Raffaele Lombardo         | Evropska ljudska stranka - Evropski demokrati                                                              | 1999-2004 -2009 |
| Lucio Manisco             | Evropska združena levica – Zelena nordijska levica                                                         | 1999-2004       |
| Mario Mantovani           | Evropska ljudska stranka - Evropski demokrati                                                              | 1999-2004 -2009 |
| Franco Marini             | Evropska ljudska stranka - Evropski demokrati                                                              | 1999-2004       |
| Claudio Martelli          | Evropska liberalna, demokratska in reformna stranka                                                        | 1999-2004       |
| Mario Clemente Mastella   | Evropska ljudska stranka - Evropski demokrati                                                              | 1999-2004       |
| Mario Mauro               | Evropska ljudska stranka - Evropski demokrati                                                              | 1999-2004 -2009 |
| Pietro Mennea             | Neodvisni                                                                                                  | 1999-2004       |
| Domenico Mennitti         | Evropska ljudska stranka - Evropski demokrati                                                              | 1999-2004       |
| Reinhold Messner          | Skupina Zelenih-Evropska svobodna zveza                                                                    | 1999-2004       |
| Luisa Morgantini          | Evropska združena levica – Zelena nordijska levica                                                         | 1999-2004 -2009 |
| Roberto Musacchio         | Evropska združena levica – Zelena nordijska levica                                                         | 2004-2009       |
| Cristiana Muscardini      | Zveza za Evropo narodov                                                                                    | 1999-2004 -2009 |
| Francesco Musotto         | Evropska ljudska stranka - Evropski demokrati                                                              | 1999-2004 -2009 |
| Alessandra Mussolini      | Neodvisni                                                                                                  | 2004-2009       |
| Antonio Mussa             | Zveza za Evropo narodov                                                                                    | 1999-2004       |
| Nello Musumeci            | Zveza za Evropo narodov                                                                                    | 2004-2009       |
| Sebastiano Musumeci       | Zveza za Evropo narodov                                                                                    | 1999-2004       |
| Pasqualina Napoletano     | Stranka evropskih socialistov                                                                              | 1999-2004 -2009 |
| Giorgio Napolitano        | Stranka evropskih socialistov                                                                              | 1999-2004       |
| Giuseppe Nistico'         | Evropska ljudska stranka - Evropski demokrati                                                              | 1999-2004       |
| Mauro Nobilia             | Zveza za Evropo narodov                                                                                    | 1999-2004       |
| Elena Ornella Paciotti    | Stranka evropskih socialistov                                                                              | 1999-2004       |
| Marco Pannella            | Neodvisni Skupina zavezništva liberalcev in demokratov za Evropo                                           | 1999-2004 -2009 |
| Pier Antonio Panzeri      | Stranka evropskih socialistov                                                                              | 2004-2009       |
| Paolo Pastorelli          | Evropska ljudska stranka - Evropski demokrati                                                              | 1999-2004       |
| Umberto Pirilli           | Zveza za Evropo narodov                                                                                    | 2004-2009       |
| Giuseppe Pisicchio        | Evropska ljudska stranka - Evropski demokrati                                                              | 1999-2004       |
| Lapo Pistelli             | Skupina zavezništva liberalcev in demokratov za Evropo                                                     | 2004-2009       |
| Giovanni Pittella         | Stranka evropskih socialistov                                                                              | 1999-2004 -2009 |
| Guido Podestà             | Evropska ljudska stranka - Evropski demokrati                                                              | 1999-2004 -2009 |
| Adriana Poli Bortone      | Zveza za Evropo narodov                                                                                    | 1999-2004 -2009 |
| Giovanni Procacci         | Evropska liberalna, demokratska in reformna stranka Skupina zavezništva liberalcev in demokratov za Evropo | 1999-2004 -2009 |
| Vittorio Prodi            | Skupina zavezništva liberalcev in demokratov za Evropo                                                     | 2004-2009       |
| Marco Rizzo               | Evropska združena levica – Zelena nordijska levica                                                         | 2004-2009       |
| Giovanni Rivera           | Neodvisni                                                                                                  | 2004-2009       |
| Luca Romagnoli            | Neodvisni                                                                                                  | 2004-2009       |
| Giorgio Ruffolo           | Stranka evropskih socialistov                                                                              | 1999-2004       |
| Francesco Rutelli         | Evropska liberalna, demokratska in reformna stranka                                                        | 1999-2004       |
| Guido Sacconi             | Stranka evropskih socialistov                                                                              | 1999-2004 -2009 |
| Matteo Salvini            | Samostojnost in demokracija                                                                                | 2004-2009       |
| Giacomo Santini           | Evropska ljudska stranka - Evropski demokrati                                                              | 1999-2004       |
| Michele Santoro           | Stranka evropskih socialistov                                                                              | 2004-2009       |
| Amalia Sartori            | Evropska ljudska stranka - Evropski demokrati                                                              | 1999-2004 -2009 |
| Luciana Sbarbati          | Evropska liberalna, demokratska in reformna stranka Skupina zavezništva liberalcev in demokratov za Evropo | 1999-2004 -2009 |
| Umberto Scapagnini        | Evropska ljudska stranka - Evropski demokrati                                                              | 1999-2004       |
| Mariotto Segni            | Zveza za Evropo narodov                                                                                    | 1999-2004       |
| Francesco Enrico Speroni  | Neodvisni Samostojnost in demokracija                                                                      | 1999-2004 -2009 |
| Antonio Tajani            | Evropska ljudska stranka - Evropski demokrati                                                              | 1999-2004 -2009 |
| Salvatore Tatarella       | Zveza za Evropo narodov                                                                                    | 2004-2009       |
| Patrizia Toia             | Skupina zavezništva liberalcev in demokratov za Evropo                                                     | 2004-2009       |
| Bruno Trentin             | Stranka evropskih socialistov                                                                              | 1999-2004       |
| Franz Turchi              | Zveza za Evropo narodov                                                                                    | 1999-2004       |
| Maurizio Turco            | Neodvisni                                                                                                  | 1999-2004       |
| Gianni Vattimo            | Stranka evropskih socialistov                                                                              | 1999-2004       |
| Walter Veltroni           | Stranka evropskih socialistov                                                                              | 1999-2004       |
| Riccardo Ventre           | Evropska ljudska stranka - Evropski demokrati                                                              | 2004-2009       |
| Marcello Vernola          | Evropska ljudska stranka - Evropski demokrati                                                              | 2004-2009       |
| Marta Vincenzi            | Stranka evropskih socialistov                                                                              | 2004-2009       |
| Luigi Vinci               | Evropska združena levica – Zelena nordijska levica                                                         | 1999-2004       |
| Demetrio Volcic           | Stranka evropskih socialistov                                                                              | 1999-2004       |
| Mauro Zani                | Stranka evropskih socialistov                                                                              | 2004-2009       |
| Stefano Zappala'          | Evropska ljudska stranka - Evropski demokrati                                                              | 1999-2004 -2009 |
| Nicola Zingaretti         | Stranka evropskih socialistov                                                                              | 2004-2009       |